# PGC 38347
LEDA/PGC 38347 ist eine Spiralgalaxie vom Hubble-Typ Sb im Sternbild Giraffe am Nordsternhimmel, die schätzungsweise 96 Millionen Lichtjahre von der Milchstraße entfernt ist. Sie ist Mitglied der elf Galaxien zählenden NGC 4589-Gruppe (LGG 284).
Im selben Himmelsareal befinden sich u. a. die Galaxien NGC 3901 und NGC 4127.